# Mai Hồng Bỉnh
Mai Hồng Bỉnh là một sĩ quan cấp cao trong Quân đội nhân dân Việt Nam, hàm Trung tướng, nguyên Cục trưởng Cục Tuyên huấn Tổng cục Chính trị (2002-2010).

## Thân thế và sự nghiệp
Năm 2002, bổ nhiệm giữ chức Cục trưởng Cục Tuyên huấn Tổng cục Chính trị
Năm 2010, ông nghỉ hưu.
Thiếu tướng (2004), Trung tướng (2008)